# Gran Premi de França del 1985
Resultats del Gran Premi de França de Fórmula 1 de la temporada 1985, disputat al circuit de Paul Ricard el 7 de juliol del 1985.

## Resultats
| Pos | No | Pilot              | Equip                    | Voltes | Temps/ Retirada          | Pos. de sortida | Punts |
| --- | -- | ------------------ | ------------------------ | ------ | ------------------------ | --------------- | ----- |
| 1   | 7  | Nelson Piquet      | Brabham - BMW            | 53     | 1h 31' 46. 2             | 5               | 9     |
| 2   | 6  | Keke Rosberg       | Williams - Honda         | 53     | + 6.66 s                 | 1               | 6     |
| 3   | 2  | Alain Prost        | McLaren - TAG            | 53     | + 9.285 s                | 4               | 4     |
| 4   | 28 | Stefan Johansson   | Ferrari                  | 53     | + 53.491 s               | 16              | 3     |
| 5   | 11 | Elio de Angelis    | Lotus - Renault          | 53     | + 53.690 s               | 7               | 2     |
| 6   | 15 | Patrick Tambay     | Renault                  | 53     | + 1:15.316 min.          | 10              | 1     |
| 7   | 16 | Derek Warwick      | Renault                  | 53     | + 1' 44.212 min.         | 11              |       |
| 8   | 8  | Marc Surer         | Brabham - BMW            | 52     | + 1 Volta                | 14              |       |
| 9   | 18 | Thierry Boutsen    | Arrows - BMW             | 52     | + 1 Volta                | 12              |       |
| 10  | 23 | Eddie Cheever      | Alfa Romeo               | 52     | + 1 Volta                | 18              |       |
| 11  | 22 | Riccardo Patrese   | Alfa Romeo               | 52     | + 1 Volta                | 17              |       |
| 12  | 9  | Manfred Winkelhock | RAM - Hart               | 50     | + 3 Voltes               | 20              |       |
| 13  | 4  | Stefan Bellof      | Tyrrell - Ford           | 50     | + 3 Voltes               | 26              |       |
| 14  | 19 | Teo Fabi           | Toleman - Hart           | 49     | Prob. amb el combustible | 19              |       |
| 15  | 24 | Piercarlo Ghinzani | Osella - Alfa Romeo      | 49     | + 4 Voltes               | 24              |       |
| Ret | 4  | Martin Brundle     | Tyrrell - Ford           | 32     | Caixa canvi              | 21              |       |
| Ret | 1  | Niki Lauda         | McLaren - TAG            | 30     | Caixa canvi              | 6               |       |
| Ret | 12 | Ayrton Senna       | Lotus - Renault          | 26     | Motor                    | 2               |       |
| Ret | 17 | Gerhard Berger     | Arrows - BMW             | 20     | Accident                 | 9               |       |
| Ret | 29 | Pierluigi Martini  | Minardi - Motori Moderni | 19     | Accident                 | 25              |       |
| Ret | 10 | Philippe Alliot    | RAM - Hart               | 8      | Prob. amb el combustible | 23              |       |
| Ret | 30 | Jonathan Palmer    | Zakspeed                 | 6      | Motor                    | 22              |       |
| Ret | 27 | Michele Alboreto   | Ferrari                  | 5      | Turbo                    | 3               |       |
| Ret | 25 | Andrea de Cesaris  | Ligier - Renault         | 4      | Direcció                 | 13              |       |
| Ret | 26 | Jacques Laffite    | Ligier - Renault         | 2      | Turbo                    | 15              |       |
| NVS | 5  | Nigel Mansell      | Williams - Honda         | 0      | Ferides                  | 8               |       |

## Altres
- Pole: Keke Rosberg 1' 32. 462

- Volta ràpida: Keke Rosberg 1' 39. 914 (a la volta 46)